# Parnassius huberi
Parnassius huberi – wysokogórski gatunek motyla z rodziny paziowatych. Występuje w Tybecie. Opisał go Władimir Paulus w 1999 roku. Pokrewnymi gatunkami są Parnassius acco i Parnassius schultei.